# Challenger de Santos 2024
El torneo Santos Brasil Tennis Cup 2024 fue un torneo de tenis perteneció al ATP Challenger Tour 2024 en la categoría Challenger 50. Se trató de la 1ª edición; el torneo tuvo lugar en la ciudad de Santos (Brasil), desde el 6 hasta el 12 de mayo de 2024 sobre pista de tierra batida al aire libre.

## Jugadores participantes del cuadro de individuales
| Preclasificado | País                  | Jugador                    | Rank1 | Posición en el torneo |
| 1              | Bandera de Kazajistán | Dmitry Popko               | 234   | Segunda ronda         |
| 2              | Bandera de Argentina  | Santiago Rodríguez Taverna | 237   | Semifinales           |
| 3              | Bandera de Argentina  | Renzo Olivo                | 278   | Segunda ronda         |
| 4              | Bandera de Líbano     | Hady Habib                 | 290   | FINAL                 |
| 5              | Bandera de Ecuador    | Álvaro Guillén Meza        | 294   | Segunda ronda         |
| 6              | Bandera de Turquía    | Ergi Kırkın                | 299   | Segunda ronda         |
| 7              | Bandera de Paraguay   | Daniel Vallejo             | 304   | Cuartos de final      |
| 8              | Bandera de Brasil     | Pedro Sakamoto             | 305   | Segunda ronda         |

- 1 Se ha tomado en cuenta el ranking del 22 de abril de 2024.

### Otros participantes
Los siguientes jugadores recibieron una invitación (wild card), por lo tanto ingresan directamente al cuadro principal (WC):
- Luís Miguel
- José Pereira
- Karue Sell

Los siguientes jugadores ingresan al cuadro principal tras disputar el cuadro clasificatorio (Q):
- Leonardo Aboian
- Ignacio Carou
- Igor Gimenez
- Alejo Lorenzo Lingua Lavallén
- Aziz Ouakaa
- Franco Roncadelli

## Campeones

### Individual Masculino
- Alejo Lorenzo Lingua derrotó en la final a  Hady Habib por 4–6, 6–4, 6–3

### Dobles Masculino
- Roy Stepanov /  Andrés Urrea derrotaron en la final a  Hady Habib /  Trey Hilderbrand por walkover